# ولایت آق‌سو
ولایت آق‌سو (به زبان اویغوری: ئاقسۇ ۋىلايىتى‎)(به چینی: 阿克苏地区، به پین‌یین: Ākèsū Dìqū) یکی از ولایات واقع در منطقه خودمختار سین‌کیانگ (شین جیانگ) می‌باشد. این ولایت شهر آرال که «شهر تابع مستقیم منطقه خودمختار» (تحت کنترل ارگان بینگتوان) می‌باشد را به‌طور کامل احاطه کرده است. مرکز و شهر اصلی این ولایت شهر آق‌سو است.

## جمعیت
| ترکیب قومیتی ولایت آق‌سو | ترکیب قومیتی ولایت آق‌سو | ترکیب قومیتی ولایت آق‌سو | ترکیب قومیتی ولایت آق‌سو | ترکیب قومیتی ولایت آق‌سو |
| ----------------------- | ----------------------- | ----------------------- | ----------------------- | ----------------------- |
| قومیت                   | قومیت                   |                         | درصد                    | درصد                    |
| اویغور                  | اویغور                  |                         | ۸۰٫۱٪                   | ۸۰٫۱٪                   |
| هان                     | هان                     |                         | ۱۸٫۶٪                   | ۱۸٫۶٪                   |
| هوئی                    | هوئی                    |                         | ۰٫۵٪                    | ۰٫۵٪                    |
| قرقیز                   | قرقیز                   |                         | ۰٫۴٪                    | ۰٫۴٪                    |
| سایر                    | سایر                    |                         | ۰٫۴٪                    | ۰٫۴٪                    |
| منبع سرشماری جمعیت :    |                         |                         |                         |                         |

## تاریخچه
«ولایت اونسو» در سال ۱۹۰۲ میلادی، به مرکزیت اونسو تاسیس شد.
در آوریل ۱۹۱۳ میلادی، مرکز ولایت از اونسو به آق‌سو منتقل شد و نام آن به «ولایت آق‌سو» تغییر کرد.
در سال ۱۹۱۳ میلادی، با جدا شدن از شهرستان شایار، شهرستان کوچار تاسیس شد.
در سال ۱۹۳۰، با جدا شدن از شهرستان کوچار، شهرستان توقسو تاسیس شد، و با جدا شدن از شهرستان آق‌سو، شهرستان‌های آوات و کلپین تاسیس شدند.
بین سال‌های ۱۹۳۳ و ۱۹۴۹ میلادی، نام این ولایت به «ولایت چهارم» تغییر کرد.
در سال ۱۹۴۰ میلادی، شهرستان آقچی در تابعیت ولایت آق‌سو تشکیل شد.
در ژوئیه ۱۹۵۴ میلادی، از ترکیب شهرستان آقچی از ولایت آق‌سو و ۲ شهرستان آرتوش و اولوغچات از ولایت کاشغر، ولایت خودمختار قزل‌سو قرقیز تاسیس شد. یک ماه پس از آن، بخش‌هایی از اراضی شهرستان‌های ینگیسار، شهرستان کهنه‌شهر، تاشکورگان، و شهرستان اولوغچات ترکیب شده و شهرستان آق‌تو را تشکیل دادند. این شهرستان نیز به ولایت خودمختار قزل‌سو قرقیز پیوست.
بین سالهای ۱۹۵۴ و ۱۹۵۶ میلادی، «ولایت خودمختار جنوب سین‌کیانگ» (مشابه ولایت خودمختار ایلی قزاق) با تحت مدیریت داشتن ولایات کاشغر، یارکند، آق‌سو، ختن، و ولایت خودمختار قزل‌سو قرقیز ایجاد شد. بین سال‌های ۱۹۵۵ و ۱۹۵۶، ولایت کاشغر منحل شده، و شهرستان‌های آن، تحت تابعیت مستقیم «ولایت خودمختار جنوب سین‌کیانگ» قرار گرفت.
در ماه مه ۱۹۵۸، شهرستان اونسو منحل شده و در شهرستان آق‌سو ادغام شد.
در سال ۱۹۶۲ میلادی، شهرستان اونسو از شهرستان آق‌سو جدا شده و دوباره تاسیس شد.
در ماه اوت ۱۹۸۳، شهرستان آق‌سو به «شهر در سطح شهرستان» آق‌سو ارتقاء یافت.
در ژانویه سال ۲۰۰۴، با جدایی از اراضی تحت مدیریت شهر آق‌سو، شهر آرال به عنوان شهر وابسته به بینگتوان و «شهر تابع مستقیم منطقه خودمختار» تاسیس شده، از تابعیت ولایت آق‌سو در آمده، و مستقیما در تابعیت اداری منطقه خودمختار سین‌کیانگ قرار گرفت.
در اکتبر سال ۲۰۰۵، قصبه توقای از شهر آق‌سو جدا شده و به شهر آرال پیوست.
در ژانویه سال ۲۰۱۳، اراضی از شهر آق‌سو به مساحت ۸۰۲ کیلومتر مربع، اراضی از شهرستان آوات به مساحت ۴۷۴ کیلومتر مربع، و اراضی از شهرستان کلپین به مساحت ۶۲ کیلومتر مربع، از تابعیت ولایت آق‌سو در آمده و ضمیمهٔ شهر آرال شدند.
در دسامبر سال ۲۰۱۹، شهرستان کوچار به «شهر در سطح شهرستان» کوچار ارتقاء یافت.

## موقعیت جغرافیایی

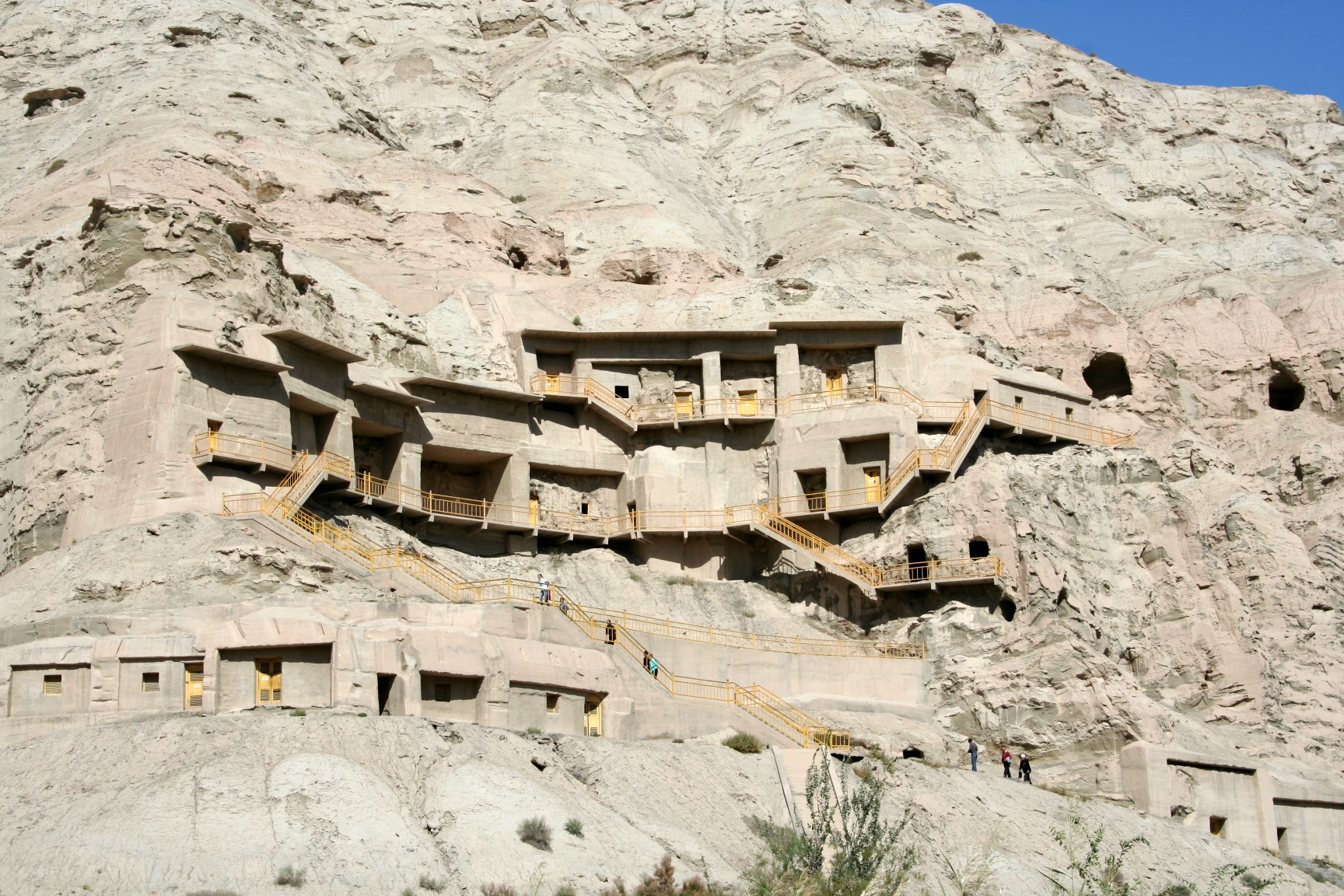
ولایت آق‌سو

این ولایت با مساحت ۱۲۷٬۸۱۷ کیلومتر مربع  واقع در بخش مرکز و غربی سین کیانگ بوده و مجاور دو کشور قزاقستان و قرقیزستان با ۲۳۵ کیلومتر خط مرزی می باشد.
از نظر منابع آبی نیز یکی از غنی ترین منابع سین کیانگ است که عمده آن  از آبهای سطحی رود تاریم، رود آق‌سو و رود دئولانگ با ظرفیت ۶۳۰ میلیون متر مکعب و آب های زیر زمینی با ظرفیت ۵۰۰ میلیون متر مکعب می باشد..

## شهرها و شهرستانها
|   |                          |                    |           |               |            |        |             |  |  |
|   | نام                      | اویغوری            | حروف چینی | پین‌یین        | جمعیت-۱۳۹۹ | مساحت  | تراکم جمعیت |  |  |
| ۱ | شهر آق‌سو                 | ئاقسۇ شەھىرى       | 阿克苏市  | Ākèsū Shì     | ۷۱۵٬۳۱۹    | ۱۴٬۴۱۵ | ۴۹٫۶۲       |  |  |
| ۲ | شهر کوچار                | كۇچار شەھىرى       | 库车市    | Kùchē Shì     | ۵۳۰٬۳۲۸    | ۱۴٬۵۲۵ | ۳۶٫۵‍‍۱       |  |  |
| ۳ | شهرستان اونسو            | ئونسۇ ناھىيىسى     | 温宿县    | Wēnsù Xiàn    | ۲۶۶٬۰۰۲    | ۱۴٬۳۳۵ | ۱۸٫۵۶       |  |  |
| ۴ | شهرستان شایار            | شايار ناھىيىسى     | 沙雅县    | Shāyǎ Xiàn    | ۲۷۸٬۵۱۶    | ۳۱٬۸۴۸ | ۸٫۷۵        |  |  |
| ۵ | شهرستان توقسو / شینهه    | توقسۇ ناھىيىسى     | 新和县    | Xīnhé Xiàn    | ۱۹۴٬۴۷۳    | ۵٬۸۲۰  | ۳۳٫۴۱       |  |  |
| ۶ | شهرستان بای              | باي ناھىيىسى       | 拜城县    | Bàichéng Xiàn | ۲۳۱٬۱۱۳    | ۱۵٬۸۹۱ | ۱۴٫۵۴       |  |  |
| ۷ | شهرستان اوچ‌تورفان / ووشی | ئۇچتۇرپان ناھىيىسى | 乌什县    | Wūshí Xiàn    | ۲۰۵٬۵۷۱    | ۹٬۰۵۱  | ۲۲٫۷۱       |  |  |
| ۸ | شهرستان آوات             | ئاۋات ناھىيىسى     | 阿瓦提县  | Āwǎtí Xiàn    | ۲۴۲٬۴۸۱    | ۱۳٬۰۱۸ | ۱۸٫۶۳       |  |  |
| ۹ | شهرستان کلپین            | كەلپىن ناھىيىسى    | 柯坪县    | Kēpíng Xiàn   | ۵۰٬۶۱۹     | ۸٬۹۱۲  | ۵٫۶۸        |  |  |

## فهرست منابع
1. ↑  3-7 各地、州、市、县(市)分民族人口数 [3-7 Population by Nationality by Prefecture, State, City and County (City)]. tjj.xinjiang.gov.cn (به چینی). Statistical Bureau of Xinjiang Uyghur Autonomous Region. 2020-06-10. Archived from the original on 2020-11-01. Retrieved 2021-06-11.
2. ↑  Chen Xinhui (陈新辉), Han Ting (韩婷), ed. (21 December 2019). 国务院批准撤销库车县设立县级库车市. People's Daily Online (به چینی ساده‌شده). Archived from the original on 14 July 2020. Retrieved 14 July 2020.
3. ↑  «阿克苏地区参考资料». baike.baidu.com. دریافت‌شده در ۲۰۲۰-۰۴-۲۲.
4. ↑  گزارش سالانه محیطی آق‌سو، انتشارات خلق سین کیانگ، 2015. نام منبع به چینی: 中共阿克苏地委史志办.2015年阿克苏年鉴[M].新疆:新疆人民出版总社新疆人民出版社,2015